# Абдулино
Абдулино (на руски: Абдулино) е град в Русия, административен център на Абдулински район, Оренбургска област. Населението му към 1 януари 2024 година е 16 868 души.